# یو فان خاستل
یو فان خاستل (انگلیسی: Jo van Gastel; ۵ ژانویهٔ ۱۸۸۷ – ۵ مارس ۱۹۶۹) کماندار اهل هلند بود.